# Óxido
Um óxido é um composto químico binário formado por átomos de oxigênio e outro elemento em que o oxigênio é o mais eletronegativo.
Os óxidos constituem um grande grupo na química, pois a maioria dos elementos químicos forma óxidos.
Alguns exemplos de óxidos com os quais convivemos são: ferrugem (óxido de ferro III), gás carbônico (óxido de carbono IV ou dióxido de carbono) e cal (óxido de cálcio).
Nos óxidos, o elemento mais eletronegativo é o oxigênio. Os fluoretos de oxigênio OF2 e O2F2 não são óxidos, pois o flúor é mais eletronegativo que o oxigênio.

## Óxidos básicos

### Definição
São óxidos em que o elemento ligado ao oxigênio é um metal com baixo número de oxidação (+1 e +2, exceto Pb, Zn, Al, Sb e Sn, os quais formam sempre óxidos anfóteros). Os óxidos de caráter mais básico são os óxidos de metais alcalinos e alcalino-terrosos. Os óxidos básicos possuem estrutura iônica devido à diferença de eletronegatividade entre o metal (que é baixa) e o oxigênio (que é alta), por terem este caráter iônico apresentam estado físico sólido. Alguns exemplos:
- Na2O - óxido de sódio
- CaO - óxido de cálcio
- BaO - óxido de bário
- CuO - óxido de cobre (óxido cúprico)
- Cu2O - óxido de cobre(I) (óxido cuproso/cuprita)
- FeO - óxido de ferro(II) (óxido ferroso).

### Reações típicas dos óxidos básicos
Reagem com a água formando uma base e com ácidos formando sal e água (neutralizando o ácido).
Exemplos:
Na2O + H2O {\displaystyle \rightarrow } 2NaOH
K2O + H2O {\displaystyle \rightarrow } 2KOH
CaO + H2O {\displaystyle \rightarrow } Ca(OH)2
FeO + H2O {\displaystyle \rightarrow } Fe(OH)2
Na2O + 2HNO3 {\displaystyle \rightarrow } 2NaNO3 + H2O
Cu2O + 2HCl {\displaystyle \rightarrow } 2CuCl + H2O
CaO + H2SO4 {\displaystyle \rightarrow } CaSO4 + H2O
3FeO + 2H3PO4 {\displaystyle \rightarrow }Fe3(PO4)2 + 3H2O

## Óxidos ácidos ouanidridos

### Definição
São óxidos em que, geralmente, o elemento ligado ao oxigênio é um ametal . Possuem estrutura molecular, pois a diferença de eletronegatividade entre o oxigênio e o outro elemento não é tão grande. Resultam da desidratação dos ácidos e, por isso, são chamados anidridos de ácidos. Alguns exemplos:
- CO2  anidrido carbônico
- SO2  anidrido sulfuroso.
- SO3  anidrido sulfúrico.
- Cl2O  anidrido hipocloroso.
- Cl2O7  anidrido perclórico.
- SiO2  anidrido silícico.

### Reações típicas
Reagem com água formando um ácido oxigenado e com bases formando sal e água (neutralizando a base). Exemplos:
SO3 + H2O {\displaystyle \rightarrow } H2SO4
P2O5 + 3H2O {\displaystyle \rightarrow }2H3PO4
N2O3 + H2O {\displaystyle \rightarrow } 2HNO2
CO2 + H2O {\displaystyle \rightarrow } H2CO3
SO2 + 2KOH {\displaystyle \rightarrow } K2SO3 + H2O
P2O5 + 6LiOH {\displaystyle \rightarrow } 2Li3PO4 + 3H2O
N2O3 + Ba(OH)2 {\displaystyle \rightarrow } Ba(NO2)2 + H2O
CO2 + Ca(OH)2 {\displaystyle \rightarrow } CaCO3 + H2O

## Óxidos anfóteros

### Definição
São óxidos de metais de transição e semimetais, que apresentam número de oxidação igual a +3 ou +4, capazes de reagir tanto com ácidos quanto com bases, fornecendo sal e água.
Por possuírem propriedades intermediárias entre os óxidos ácidos e os óxidos básicos, podem se comportar como óxidos ácidos e como básicos.
Dependendo do metal ligado ao oxigênio pode haver predominância do caráter ácido ou básico.
O caráter ácido do óxido aumenta à medida que seu elemento formador aproxima-se, na tabela periódica, dos não-metais.
O caráter básico do óxido aumenta à medida que o elemento formador aproxima-se dos metais alcalinos e alcalino-terrosos.
A estrutura dos óxidos anfóteros pode ser iônica ou molecular. Alguns exemplos:
- SnO óxido de estanho
- SnO2 óxido de estanho
- Fe2O3 óxido de ferro
- ZnO óxido de zinco
- Al2O3 óxido de alumínio

Observação: Os óxidos de Pb, Zn, As, Sb e Sn, independente de seus números de oxidação, são classificados como óxidos anfóteros.
Os anfóteros são formados pelos elementos Al, Zn, Pb, Sn, Sb, As e Bi.

### Reações típicas
Reagem com ácidos formando sal e água (o metal do óxido torna-se o cátion do sal), e com bases formando sal e água também (neste caso o metal formador do óxido e o oxigênio formam o ânion do sal). Exemplos:
ZnO + H2SO4 {\displaystyle \rightarrow } ZnSO4 + H2O
ZnO + 2KOH {\displaystyle \rightarrow } K2ZnO2 + H2O
Al2O3 + 6HCl {\displaystyle \rightarrow } 2AlCl3 + 3H2O
Al2O3 + 2NaOH {\displaystyle \rightarrow } 2NaAlO2 + H2O
Alguns dos ânions formados são:
- ZnO2−2 zincato
- AlO2- aluminato
- SnO2−2 estanito
- SnO3−2 estanato
- PbO2−2 plumbito
- PbO3−2 plumbato
- AsO3−3 arsenito
- AsO4−3 arseniato

## Óxidos neutros

### Definição
São óxidos que não apresentam características ácidas nem básicas. Não reagem com água, nem com ácidos, nem com bases. O fato de não apresentarem caráter ácido ou básico não significa que sejam inertes. São formados por não-metais ligados ao oxigênio, e geralmente apresentam-se no estado físico gasoso. Alguns exemplos:
- CO óxido de carbono II
- NO óxido de nitrogênio II
- N2O óxido de nitrogênio I - veja Óxido nitroso
- H2O água

## Óxidos duplos, mistos ou salinos

### Definição
São óxidos que se comportam como se fossem formados por dois outros óxidos, do mesmo elemento químico. Alguns exemplos:
- Fe3O4: constituído pela combinação do FeO (óxido de ferro II) + Fe2O3 (óxido de ferro III)
- Pb3O4: constituído pela combinação de 2 PbO (óxido de chumbo II) + PbO2 (óxido de chumbo IV)

Os óxidos duplos possuem como fórmula geral M3O4, como exemplificado acima. Sendo M, um metal genérico. Ao tentarmos calcular o nox do metal em questão, o valor encontrado será de +8/3. Entretanto, esse é o nox médio do metal, já que este metal tem dois números de oxidação diferentes.
Quando se reage um óxido duplo com um ácido, o produto formado é composto de dois sais de mesmo cátion, mas com nox diferentes, e mais água.
Exemplo de reação: Fe3O4 +HCl
Como o Fe3O4 é a combinação do FeO e do Fe2O3, para realizar esse tipo de reação, pode-se dividir em duas etapas, e depois somá-las:
1ª etapa: FeO + 2 HCl → FeCl2 + H2O
2ª etapa: Fe2O3 + 6 HCl → 2 FeCl3 + 3 H2O
A soma das reações resultará na reação desejada e teremos:
Fe3O4 + 8 HCl → 2 FeCl3 + FeCl2 + 4 H2O

## Peróxidos
Peróxidos são um tipo especial de óxidos, no qual há a existência da ligação O-O. Por consequência disso, o número de oxidação (Nox) do oxigênio nesses compostos é -1.
Um exemplo é o peróxido de hidrogênio (H2O2), componente da água oxigenada. Sua aplicação se dá em cortes e feridas que correm o risco de infecção bacteriana. A degradação do peróxido de hidrogênio pela enzima catalase libera oxigênio (O2) o que causa a morte de bactérias anaeróbicas.
Os peróxidos são compostos iônicos, exceto o peróxido de hidrogênio (H2O2). Os peróxidos mais comuns são formados por hidrogênio, metais alcalinos e metais alcalinos terrosos. Exemplos:
- Hidrogênio: H2O2
- Metais alcalinos: Na2O2, K2O2, etc
- Metais alcalinos terrosos: CaO2, BaO2, etc.

## Superóxidos
Superóxidos são sólidos iônicos, formados pelos cátions de metais alcalinos e pelo ânion superóxido (O2-). Nestes compostos, o nox médio do oxigênio é igual a -1/2.
Exemplos: KO2, RbO2, CsO2

## Nomenclatura

### Óxidos de metais
Óxido de [Nome do Metal], caso o cátion apresente somente uma carga
Na2O {\displaystyle \rightarrow } Óxido de sódio
ZnO {\displaystyle \rightarrow } Óxido de zinco
Al2O3 {\displaystyle \rightarrow } Óxido de alumínio
Caso o elemento apresente mais de uma carga(quando não tiver nox fixo), poderemos utilizar Óxido de [nome do elemento] + carga do elemento.
Fe2O3 {\displaystyle \rightarrow } Óxido de ferro III
SnO2 {\displaystyle \rightarrow } Óxido de estanho IV
Pode-se também fazer uso dos sufixos ico (maior Nox) e oso (menor Nox), para o caso do elemento apresentar duas cargas.
Fe2O3 {\displaystyle \rightarrow } Óxido férrico
FeO {\displaystyle \rightarrow } Óxido ferroso
Cu2O {\displaystyle \rightarrow } Óxido cuproso
CuO {\displaystyle \rightarrow } Óxido cúprico
SnO {\displaystyle \rightarrow } Óxido estanoso
SnO2 {\displaystyle \rightarrow } Óxido estânico

### Óxidos de ametais
[Mono, Di, Tri, Tetra, Penta, Epta, Octa …] + Óxido de [(Mono), Di, Tri] + [Nome do Ametal]
SO3 {\displaystyle \rightarrow } Trióxido de (Mono)Enxofre
N2O5 {\displaystyle \rightarrow } Pentóxido de Dinitrogênio

### Óxidos ácidos ou anidridos
Anidrido [Nome do Elemento] + se nox = (+1 e +2) {\displaystyle \rightarrow }prefixo HIPO + sufixo OSO
Exemplo: Anidrido Hipoiodoso {\displaystyle \rightarrow } I2O {\displaystyle \rightarrow } NOX do Iodo = +1
Anidrido [Nome do Elemento] + se nox = (+3 e +4) {\displaystyle \rightarrow }+ sufixo OSO
Exemplo: Anidrido Iodoso {\displaystyle \rightarrow } I2O3 {\displaystyle \rightarrow } NOX do Iodo = +3
Mas se ele for das famílias 3A e 4A sua nomenclatura será: Anidrido [Nome do Elemento] + se for da fami.(3A e 4A) +sufixo ICO
Exemplo: Anidrido Carbonico    Família 4A
Anidrido [Nome do Elemento] + se nox = (+5 e +6) {\displaystyle \rightarrow }+ sufixo ICO
Exemplo: Anidrido Iódico {\displaystyle \rightarrow } I2O5 {\displaystyle \rightarrow } NOX do Iodo = +5
Anidrido [Nome do Elemento] + se nox = (+7) {\displaystyle \rightarrow }prefixo HIPER/PER + sufixo ICO
Exemplo: Anidrido Periódico {\displaystyle \rightarrow } I2O7 {\displaystyle \rightarrow } NOX do Iodo = +7
SO3 {\displaystyle \rightarrow } Anidrido Sulfúrico
SO2 {\displaystyle \rightarrow } Anidrido Sulfuroso
Exceção:
CO2 {\displaystyle \rightarrow } dióxido de carbono ou Anidrido Carbônico